# Succinispira mobilis
La  Succinispira mobilis  è una specie di batterio appartenente alla famiglia delle Acidaminococcaceae.